# Anna Gräf
Anna Gräf (geboren am 28. März 1925 in Wien; gestorben am 11. Jänner 1944 ebenda) war eine österreichische Schneiderin und Widerstandskämpferin gegen den Nationalsozialismus. Sie wurde von der NS-Justiz zum Tode verurteilt und mit 18 Jahren geköpft.

## Leben und Werk
Gräf wuchs in Favoriten auf und schloss sich bereits mit 15 Jahren dem Kommunistischen Jugendverband (KJVÖ) an. Sie nahm regelmäßig an dessen Schulungen teil und wurde ab Sommer 1941 zu organisatorischen Arbeiten herangezogen. Sie hielt Kontakt zu verschiedenen KJV-Gruppen, kassierte Mitgliedsbeiträge und gab verbotene Druckschriften weiter. Ebenso war sie an der Sammlung von Feldpostanschriften und am Versand der Druckschrift Der Soldatenrat beteiligt, die Angehörige der Wehrmacht zur Desertion aufforderte. Drei Wochen vor ihrer Gesellenprüfung, am 14. November 1942, wurde sie festgenommen und musste sich am 12. Oktober 1943 vor dem sogenannten Volksgerichtshof wegen „Vorbereitung zum Hochverrat“ verantworten, gemeinsam mit Leopoldine Sicka, Franz Sikuta und Karl Mann.

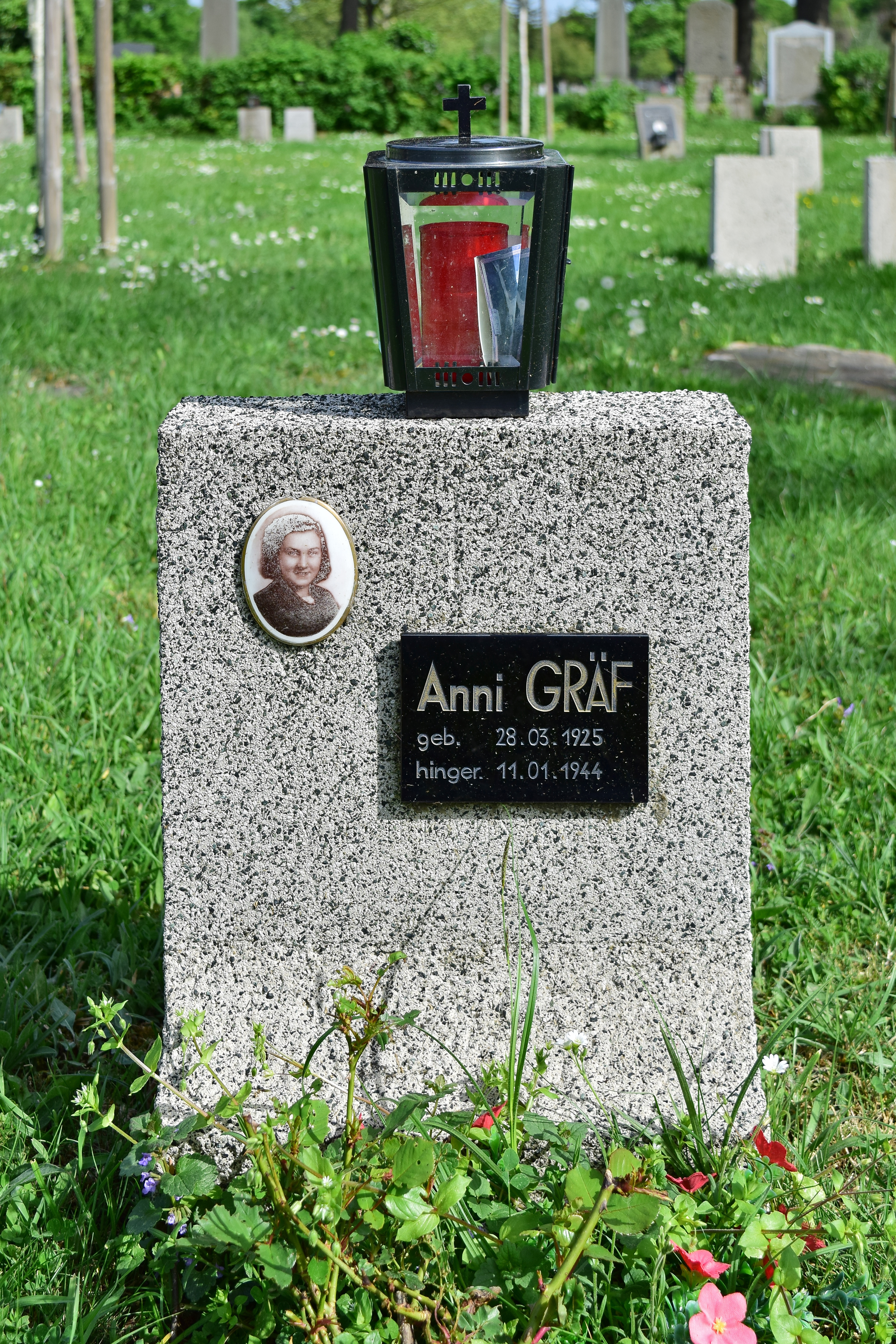
Grab von Anna Gräf in Gruppe 40 des Wiener Zentralfriedhofs

Der Urteilsbegründung ist zu entnehmen: „Alle Angeklagten haben [...] ihre Tat mit jugendlicher Unüberlegtheit, die weiblichen Angeklagten Sicka und Gräf überdies mit ihrer Liebe zu [Karl] Brzica [ein KJV-Funktionär] zu entschuldigen gesucht. [...] Die Gräf hat ihre angebliche Liebe zu Brzica erst in der Hauptverhandlung als Motiv ihres Tuns bezeichnet, obgleich die Art ihrer Beziehungen zu ihm diese Annahme in keiner Weise rechtfertigt.“ Nach der NS-Verordnung zum Schutze gegen jugendliche Schwerverbrecher konnten Jugendliche wie Erwachsene behandelt und bestraft werden: „Die Angeklagten Gräf und Mann waren zur Tatzeit noch nicht 18 Jahre alt. Nach Prüfung der Persönlichkeit dieser Angeklagten durch den Senat in der Hauptverhandlung war festzustellen, dass diese Angeklagten intelligent, sowohl körperlich als auch geistig weit über ihr wirkliches Alter hinaus entwickelt sind und zweifellos zur Tatzeit schon gewesen sind.“ Alle vier Angeklagten wurden zum Tode verurteilt: „Wer im Kriege, während der Soldat an der Front kämpft und blutet und die Heimat das Letzte an Opfern und Kraft hergibt, um diesen Kampf der Soldaten zu unterstützen, die Einheit von Front und Heimat zu zerstören sucht, muss fallen.“
Gräf wurde 18-jährig am 11. Jänner 1944 im Landesgericht Wien durch das Fallbeil hingerichtet.

## Gedenken
Ihr Name findet sich auf der Gedenktafel im ehemaligen Hinrichtungsraum des Wiener Landesgerichts. Ihr Grab befindet sich in der Gruppe 40 des Wiener Zentralfriedhofs.

## Quelle
- Brigitte Bailer, Wolfgang Maderthaner, Kurt Scholz (Hrsg.): „Die Vollstreckung verlief ohne Besonderheiten“. Hinrichtungen in Wien, 1938 – 1945. Mandelbaum Verlag, Wien 2013, S. 62–63 (online [PDF]).

## Nachweise
1. ↑  Nachkriegsjustiz, abgerufen am 10. Februar 2015

| Personendaten    | Personendaten                                                                      |
| ---------------- | ---------------------------------------------------------------------------------- |
| NAME             | Gräf, Anna                                                                         |
| KURZBESCHREIBUNG | österreichische Schneiderin und Widerstandskämpferin gegen den Nationalsozialismus |
| GEBURTSDATUM     | 28. März 1925                                                                      |
| GEBURTSORT       | Wien                                                                               |
| STERBEDATUM      | 11. Januar 1944                                                                    |
| STERBEORT        | Wien                                                                               |